# Filmes de 1933 da Paramount Pictures

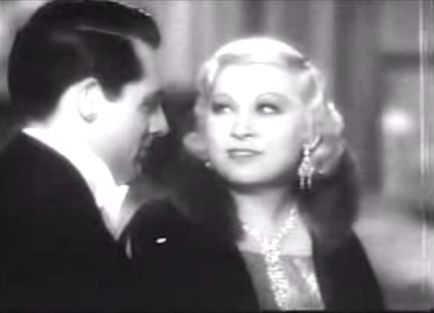
Cary Grant e Mae West em I'm No Angel

Em 1933, a Paramount Pictures lançou um total de cinquenta e nove filmes.

## Destaques
As produções mais significativas foram:
- A Bedtime Story, comédia musical com Maurice Chevalier em que um bebê de alguns meses rouba todas as cenas em que aparece
- Design for Living, comédia baseada em peça de Noel Coward, trata de triângulo amoroso entre Gary Cooper, Miriam Hopkins e Fredric March
- Duck Soup, último filme dos Irmãos Marx na Paramount que, apesar de fracassar nas bilheterias, é comumente visto como a melhor película do grupo[1][2]
- I'm No Angel, considerada a melhor comédia de Mae West,[1][2] grande sucesso de público
- M, um clássico do cinema de terror, produção alemã de 1931 distribuída nos EUA pelo estúdio, a exemplo de Metropolis e The Blue Angel
- She Done Him Wrong, outra comédia com Mae West que, juntamente com I'm No Angel, salvou o estúdio da bancarrota
- The Song of Songs, melodrama estrelado por Marlene Dietrich, cuja atuação (e de seus companheiros) esconde as deficiências do roteiro[1]
- The Story of Temple Drake, drama pesado, adaptação do romance Sanctuary, de William Faulkner
- Three-Cornered Moon, comédia ligeira sobre família que tenta encontrar trabalho após a crise de Wall Street

## Prêmios Oscar
Sexta cerimônia, com os filmes exibidos entre 1 de agosto de 1932 e 31 de dezembro de 1933:
| Filme              | Indicações | Premiações |
| ------------------ | ---------- | ---------- |
| She Done Him Wrong | Filme      | ---        |

## Os filmes de 1933
| Título original           | Título PT/BR                 | Título PT/PT                 | Astros                                | Diretor                             |
| ------------------------- | ---------------------------- | ---------------------------- | ------------------------------------- | ----------------------------------- |
| Alice in Wonderland       | Alice no País das Maravilhas | Alice no País das Maravilhas | Gary Cooper, Richard Arlen            | Norman Z. McLeod                    |
| A Bedtime Story           | Beijos Para Todos            |                              | Maurice Chevalier, Helen Twelvetrees  | Norman Taurog                       |
| Big Executive             | Finanças de Amor             |                              | Ricardo Cortez, Elizabeth Young       | Erle Kenton                         |
| Billion Dollar Scandal    |                              |                              | Robert Armstrong, Constance Cummings  | Harry Joe Brown                     |
| College Humor             | Mocidade e Farra             | Alegria de Estudantes        | Bing Crosby, Mary Carlisle            | Wesley Ruggles                      |
| Cradle Song               | Filha de Maria               |                              | Dorothea Wieck, Evelyn Venable        | Mitchell Leisen                     |
| Crime of the Century      |                              |                              | Jean Hersholt, Wynne Gibson           | William Beaudine                    |
| Design for Living         | Sócios no Amor               | Uma Mulher Para Dois         | Fredric March, Gary Cooper            | Ernst Lubitsch                      |
| Disgraced                 | Castigada                    |                              | Helen Twelvetrees, Bruce Cabot        | Erle Kenton                         |
| Duck Soup                 | O Diabo a Quatro             | Os Grandes Aldrabões         | Irmãos Marx, Margaret Dumont          | Leo McCarey                         |
| The Eagle and the Hawk    | Os Dragões da Morte          |                              | Fredric March, Cary Grant             | Stuart Walker                       |
| From Hell to Heaven       |                              |                              | Jack Oakie, Carole Lombard            | Erle Kenton                         |
| Gambling Sheep            | Cassino Flutuante            |                              | Cary Grant, Benita Hume               | Max Marcin, Louis Gasnier           |
| The Girl in 419           |                              |                              | Gloria Stuart, David Manners          | Alexander Hall, George Somnes       |
| Girl Without a Room       |                              |                              | Marguerite Churchill, Charles Farrell | Ralph Murphy                        |
| Golden Harvest            | Pão e Ouro                   |                              | Chester Morris, Richard Arlen         | Ralph Murphy                        |
| He Learned About Women    |                              |                              | Stuart Erwin, Alison Skipworth        | Lloyd Corringan                     |
| Hell and High Water       | Comandante Jericó            |                              | Richard Arlen, Judith Allen           | Grover Jones, William S. McNutt     |
| Hello, Everybody          |                              |                              | Kate Smith, Randolph Scott            | William A. Seiter                   |
| Her Bodyguard             |                              |                              | Edward Arnold, Wynne Gibson           | William Beaudine                    |
| Heritage of the Desert    | Herança das Estepes          |                              | Randolph Scott, Sally Blane           | Henry Hathaway                      |
| His Double Life           | Vencer Duas Vezes            |                              | Lilian Gish, Roland Young             | Arthur Hopkins, William C. de Mille |
| I Love That Man           | Amo Este Homem               |                              | Nancy Carroll, Edmund Lowe            | Harry Joe Brown                     |
| I'm No Angel              | Santa Não Sou                | Não Sou um Anjo              | Mae West, Cary Grant                  | Wesley Ruggles                      |
| International House       |                              |                              | W. C. Fields, Gracie Allen            | Edward Sutherland                   |
| Island of Lost Souls      | A Ilha das Almas Selvagens   |                              | Charles Laughton, Richard Arlen       | Erle Kenton                         |
| Jennie Gerhardt           | Fiel ao Seu Amor             |                              | Sylvia Sidney, Donald Cook            | Marion Gering                       |
| King of the Jungle        | O Homem Leão                 |                              | Buster Crabbe, Frances Dee            | Bruce Humberstone, Max Marcin       |
| A Lady's Profession       |                              |                              | Alison Skipworth, Roland Young        | Norman Z. McLeod                    |
| Luxury Liner              | Transatlântico de Luxo       |                              | George Brent, Zita Johann             | Lothar Mendes                       |
| M                         | M, O Vampiro de Dusseldorf   | Matou                        | Peter Lorre, Ellen Widmann            | Fritz Lang                          |
| Mama Loves Papa           | A Mulher Faz o Marido        |                              | Mary Boland, Charles Ruggles          | Norman Z. McLeod                    |
| Man of the Forest         | O Homem da Floresta          |                              | Randolph Scott, Harry Carey           | Henry Hathaway                      |
| Midnight Club             | Clube da Meia Noite          |                              | Clive Brook, George Raft              | Alexander Hall, George Somnes       |
| Murders in the Zoo        |                              |                              | Randolph Scott, Charles Ruggles       | Edward Sutherland                   |
| The Mysterious Rider      |                              |                              | Kent Taylor, Gail Patrick             | Fred Allen                          |
| One Sunday Afternoon      | A Mulher Preferida           |                              | Gary Cooper, Fay Wray                 | Stephen Roberts                     |
| Pick-Up                   |                              |                              | George Raft, Sylvia Sidney            | Marion Gering                       |
| She Done Him Wrong        | Uma Loura Para Três          | Uma Loira Para Três          | Mae West, Cary Grant                  | Lowell Sherman                      |
| Sitting Pretty            | Sonhos de Glória             |                              | Jack Oakie, Jack Haley                | Harry Joe Brown                     |
| The Song of Songs         | O Cântico dos Cânticos       |                              | Marlene Dietrich, Brian Aherne        | Rouben Mamoulian                    |
| Song of the Eagle         | Ferro a Ferro                |                              | Richard Arlen, Mary Brian             | Ralph Murphy                        |
| The Story of Temple Drake | Levada à Força               |                              | Miriam Hopkins, William Gargan        | Stephen Roberts                     |
| Strictly Personal         |                              |                              | Marjorie Rambeau, Eddie Quillan       | Ralph Murphy                        |
| The Sunset Pass           | Na Pista do Criminoso        |                              | Randolph Scott, Tom Keene             | Henry Hathaway                      |
| Supernatural              | Anjo e Demônio               |                              | Carole Lombard, Randolph Scott        | Victor Halperin                     |
| Take a Chance             |                              |                              | James Dunn, June Knight               | Monte Brice, Lawrence Schwab        |
| Terror Aboard             |                              |                              | Charles Ruggles, Neil Hamilton        | Paul Sloane                         |
| This Day and Age          | A Juventude Manda            |                              | Charles Bickford, Richard Cromwell    | Cecil B. DeMille                    |
| Three-Cornered Moon       | A Comédia de um Lar          |                              | Claudette Colbert, Richard Arlen      | Elliott Nugent                      |
| Tillie and Gus            | Esperto Contra Sabido        |                              | W. C. Fields, Alison Skipworth        | Francis Martin                      |
| To the Last Man           | Rixa Antiga                  |                              | Randolph Scott, Esther Ralston        | Henry Hathaway                      |
| Tonight Is Ours           | Esta Noite É Nossa           |                              | Claudette Colbert, Fredric March      | Stuart Walker                       |
| Too Much Harmony          | Coquetel Musical             | Cocktail Musical             | Bing Crosby, Jack Oakie               | Edward Sutherland                   |
| Torch Singer              | Vozes do Coração             |                              | Claudette Colbert, Ricardo Cortez     | Alexander Hall, George Somnes       |
| Under the Tonto Rim       |                              |                              | Stuart Erwin, John Lodge              | Henry Hathaway                      |
| The Way to Love           | Lição de Amor                |                              | Maurice Chevalier, Ann Dvorak         | Norman Taurog                       |
| White Woman               | O Ídolo Branco               |                              | Carole Lombard, Charles Laughton      | Stuart Walker                       |
| The Woman Accused         | Seis Dias de Amor            |                              | Nancy Carroll, Cary Grant             | Paul Sloane                         |